# Олесинська сільська рада
Оле́синська сільська́ ра́да — адміністративно-територіальна одиниця та орган місцевого самоврядування в Козівському районі Тернопільської області. Адміністративний центр — село Олесине.

## Загальні відомості
- Територія ради: 0,504 км²
- Населення ради: 753 особи (станом на 2001 рік)
- Територією ради протікає річка Ценівка

## Населені пункти
Сільській раді підпорядковані населені пункти:
- с. Олесине
- с. Уритва

## Склад ради
Рада складається з 16 депутатів та голови.
- Голова ради: Шиманська Віра Степанівна
- Секретар ради: Колодій Марія Володимирівна

### Керівний склад попередніх скликань
| Прізвище, ім'я, по батькові | Основні відомості                                                 | Дата обрання | Дата звільнення |
| --------------------------- | ----------------------------------------------------------------- | ------------ | --------------- |
| Шиманська Віра Степанівна   | Сільський голова, 1956 року народження, освіта вища, позапартійна | 26.03.2006   | 31.10.2010      |
| Шиманська Віра Степанівна   | Сільський голова, 1956 року народження, освіта вища, позапартійна | 31.10.2010   |                 |

Примітка: таблиця складена за даними сайту Верховної Ради України

### Депутати
За результатами місцевих виборів 2010 року депутатами ради стали:

#### За суб'єктами висування
| Суб'єкт висування | Кількість обраних депутатів | %   |
| ----------------- | --------------------------- | --- |
| Самовисування     | 16                          | 100 |

#### За округами
| № округу | Прізвище, ім'я, по батькові      | Дата визнання обраним | Освіта             | Партійна приналежність | Відомості про обраного депутата                                              |
| -------- | -------------------------------- | --------------------- | ------------------ | ---------------------- | ---------------------------------------------------------------------------- |
| 1        | Божик Олег Васильович            | 15.09.2013            | позапартійний      | тимчасово не працює    |                                                                              |
| 2        | Барилко Степан Володимирович     | 19.09.2011            | незакінчена вища   | позапартійний          | студент                                                                      |
| 3        | Коропатницький Богдан Богданович | 20.07.2014            | середня спеціальна | позапартійний          | Тернопільський технічний коледж, студент                                     |
| 4        | Громяк Олег Степанович           | 05.11.2010            | вища               | позапартійний          | ЛВПУ, студент                                                                |
| 5        | Олійник Петро Ярославович        | 05.11.2010            | вища               | позапартійний          | ТВПУ, студент                                                                |
| 6        | Сапужак Ольга Петрівна           | 05.11.2010            | середня            | позапартійна           | Олесинська загальноосвітня школа І-ІІІ ст., зав. господарством               |
| 7        | Колодій Марія Володимирівна      | 05.11.2010            | середня            | позапартійна           | Сільська рада, секретар                                                      |
| 8        | Кривак Богдан Зеновійович        | 05.11.2010            | середня            | позапартійний          | ТВПУ, студент                                                                |
| 9        | Корніцький Андрій Леонідович     | 20.07.2014            | середня спеціальна | позапартійний          | Тернопільський технічний коледж, студент                                     |
| 10       | Лапка Ігор Михайлович            | 05.11.2010            | вища               | позапартійний          | Львівський національний університет ім. І. Франка, студент                   |
| 11       | Поливаний Андрій Ярославович     | 20.07.2014            | середня спеціальна | позапартійний          | Тернопільський технічний коледж, студент                                     |
| 12       | Варневич Степан Володимирович    | 20.07.2014            | середня спеціальна | позапартійний          | Тернопільський технічний коледж, студент                                     |
| 13       | Коздрінь Богдан Ярославович      | 05.11.2010            | середня            | позапартійний          | тимчасово не працює                                                          |
| 14       | Мельник Петро Ігорович           | 17.02.2013            | вища               | позапартійний          | ТОВ «СЕ Борднетце-Україна», інструктор                                       |
| 15       | Пуціль Андрій Ярославович        | 05.11.2010            | середня спеціальна | позапартійний          | Лісотехнічний технікум м. Кременець, студент                                 |
| 16       | Пуціль Володимир Петрович        | 05.11.2010            | незакінчена вища   | позапартійний          | Тернопільський національний педагогічний університет ім. В. Гнатюка, студент |